# アイルランド時間博物館
アイルランド時間博物館（アイルランドじかんはくぶつかん、英語: Irish Museum of Time）はアイルランド共和国ウォーターフォードにある、時計の収集・展示を専門とする博物館である。アイルランドの時計をはじめとして600台ほどの時計類を所蔵している。史跡や博物館が集中する地域であるヴァイキング・トライアングルにあり、他の5つの博物館とともにウォーターフォードの博物館の集まりであるウォーターフォード・トレジャーズを構成している。2021年6月に開館した。

## 来歴
総額60万ユーロ以上にのぼる時計類を所蔵していたコールマン・カランと妻のエリザベス・クルーニーがコレクションを国に寄付することにし、2015年にウォーターフォード・トレジャーズのディレクターであったエイモン・マキニーニーに会って相談を持ちかけたことにより、2年かけてコレクションを所蔵・展示するための場所探しが行われた。場所探しの結果、ヴァイキング・トライアングルの中にある使われなくなったメソジスト教会が博物館として使用できることになった。2018年には退職した薬剤師であるデイヴィッド・ボールズもこのプロジェクトに自らの時計コレクションを寄付することにした。新型コロナウイルス感染症の世界的流行のため、建物の改修が長引いて開館が遅れた。
2021年6月14日に文化遺産担当相であるマルコム・ヌーナンも出席して正式に博物館が開館した。
2022年12月22日の冬至の日、博物館の外で、翼のある大きな時計のオブジェである "Tempus Fugit" (時は飛ぶ) の除幕式が行われた。エンヤ・リングとリアム・レイヴァリーがデザインしたもので、両側に7つの鉄のダイヤルがついており、6メートルほどの長さがある。
2024年3月には夏時間にあわせるため、展示されている時計数百台をスタッフ2名で時間をかけて調整した。
2024年6月には、2025年夏の完成を目指してギャラリーを拡張する計画が発表された。

## 展示

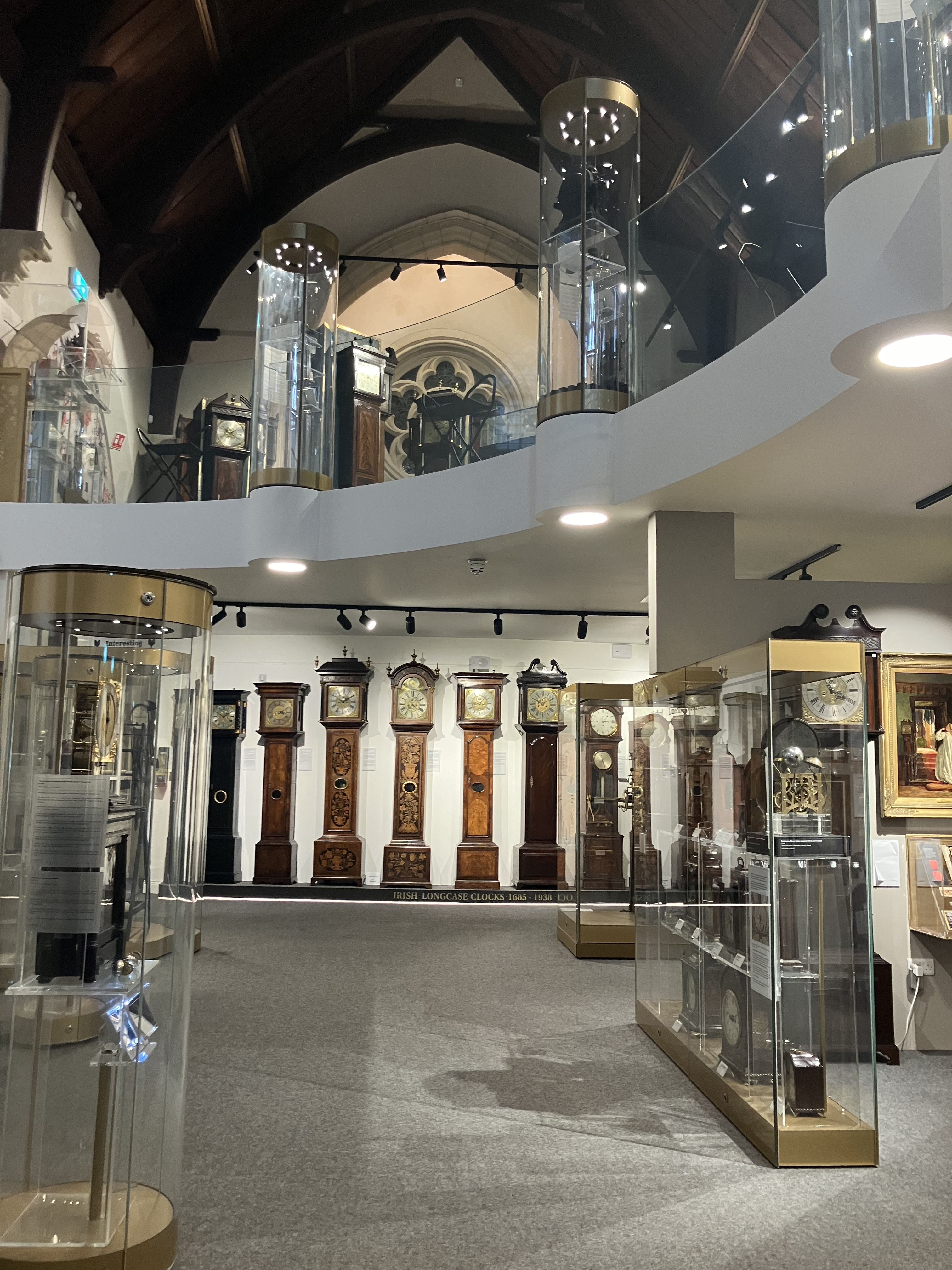
1階展示室

デイヴィッド・ボールズとコールマン・カランが長期にわたって収集したコレクションを中核としている。2階に分けて多数の時計を展示しており、アイルランドの時計の他、アメリカ合衆国、イギリス、オーストリア、スイス、フランス、日本、ロシアなど世界中の時計を600台ほど所蔵している。最古の所蔵品は1551年のものである。アンクル脱進機がついた現存する世界最古の時計である、ウィリアム・クレメント作の1663年の時計も所蔵している。
博物館の建物は、1880年代に作られたネオゴシック建築の教会を改装したものである。展示室にある時計の多くは同時代の家具とともに展示されている。

## 評価

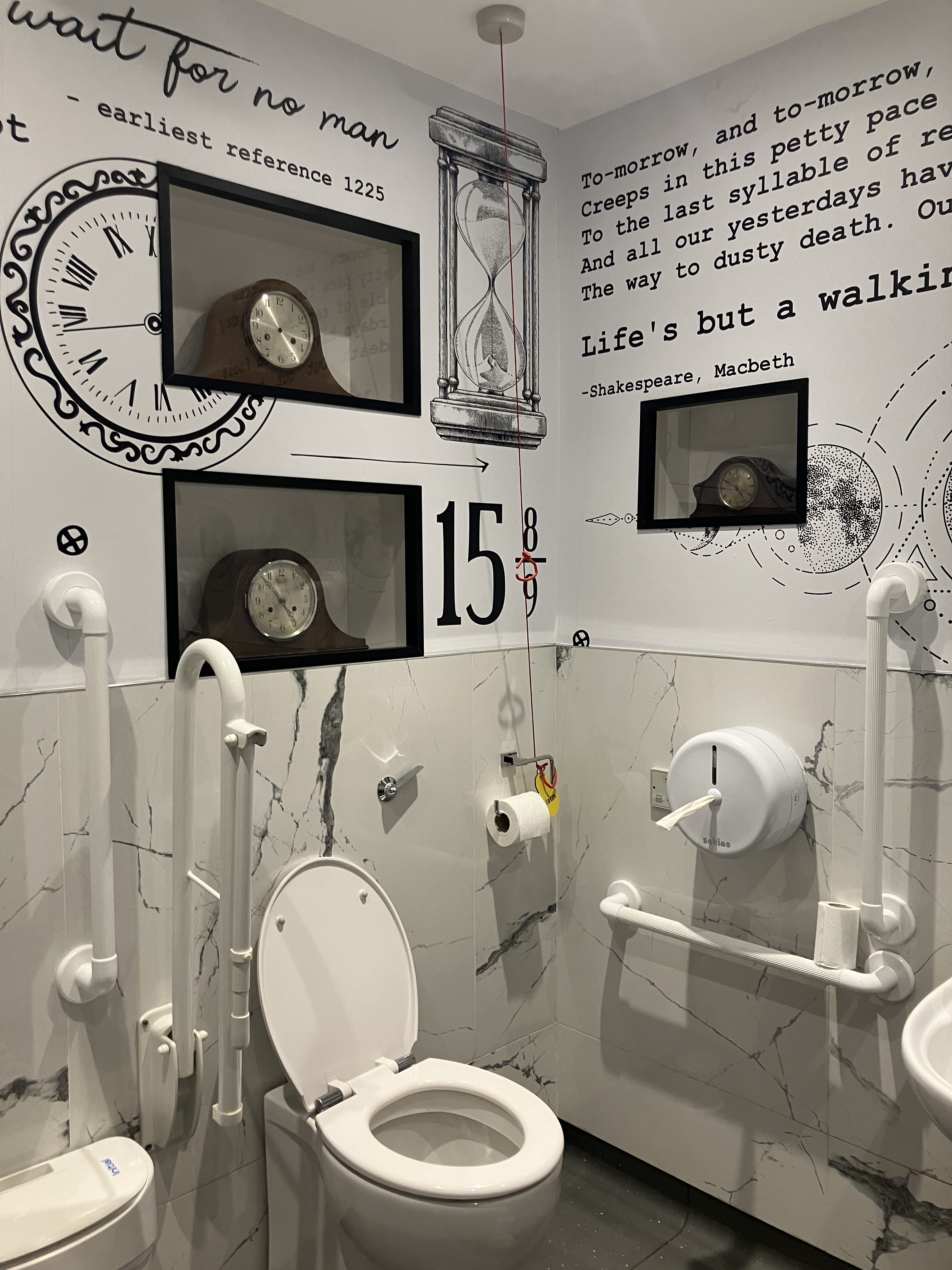
"Interesting Horological Restroom"と題したトイレ内の展示

アイルランド唯一の時計博物館であり、世界で最も充実したアイルランド産の時計コレクションを所蔵している。開館以降、ウォーターフォード・トレジャーズの博物館の中でも人気を博している。2024年には同じくウォーターフォード・トレジャーズを構成しているビショップズ・パレスとともに、トリップアドバイザーのトラヴェラーズ・チョイス賞でトップ10％に入る高評価を得た。

## 近隣博物館との連携
レジナルズ・タワー、中世博物館、ビショップズ・パレス、アイリッシュ・シルバー・ミュージアム、アイリッシュ・ウェイク・ミュージアムとともにウォーターフォードの博物館の集まりであるウォーターフォード・トレジャーズを構成している。時間博物館、中世博物館、ビショップズ・パレス、アイリッシュ・シルバー・ミュージアムの全てに無料で入場でき、ヴァイキング・トライアングルをガイドつきで歩くエピック・ウォーキング・ツアーにも参加できるフリーダム・オブ・ウォーターフォードというミュージアムパスも発行されている。